# Tanguy de Lamotte

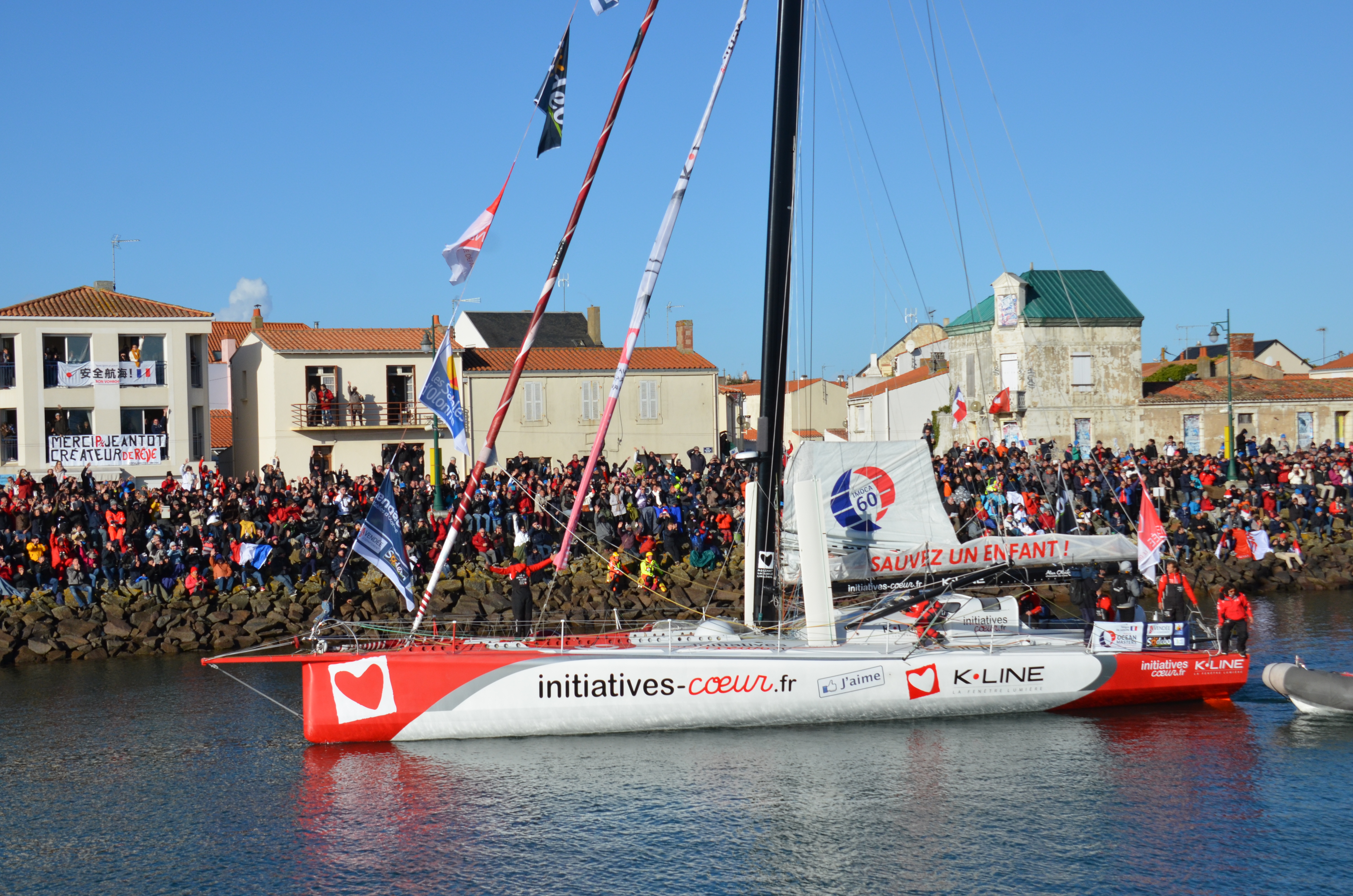
Tanguy De Lamotte au départ du Vendée Globe 2016-2017.

Tanguy de Lamotte, né le 6 mai 1978 à Versailles (Yvelines), est un navigateur et skipper professionnel français.

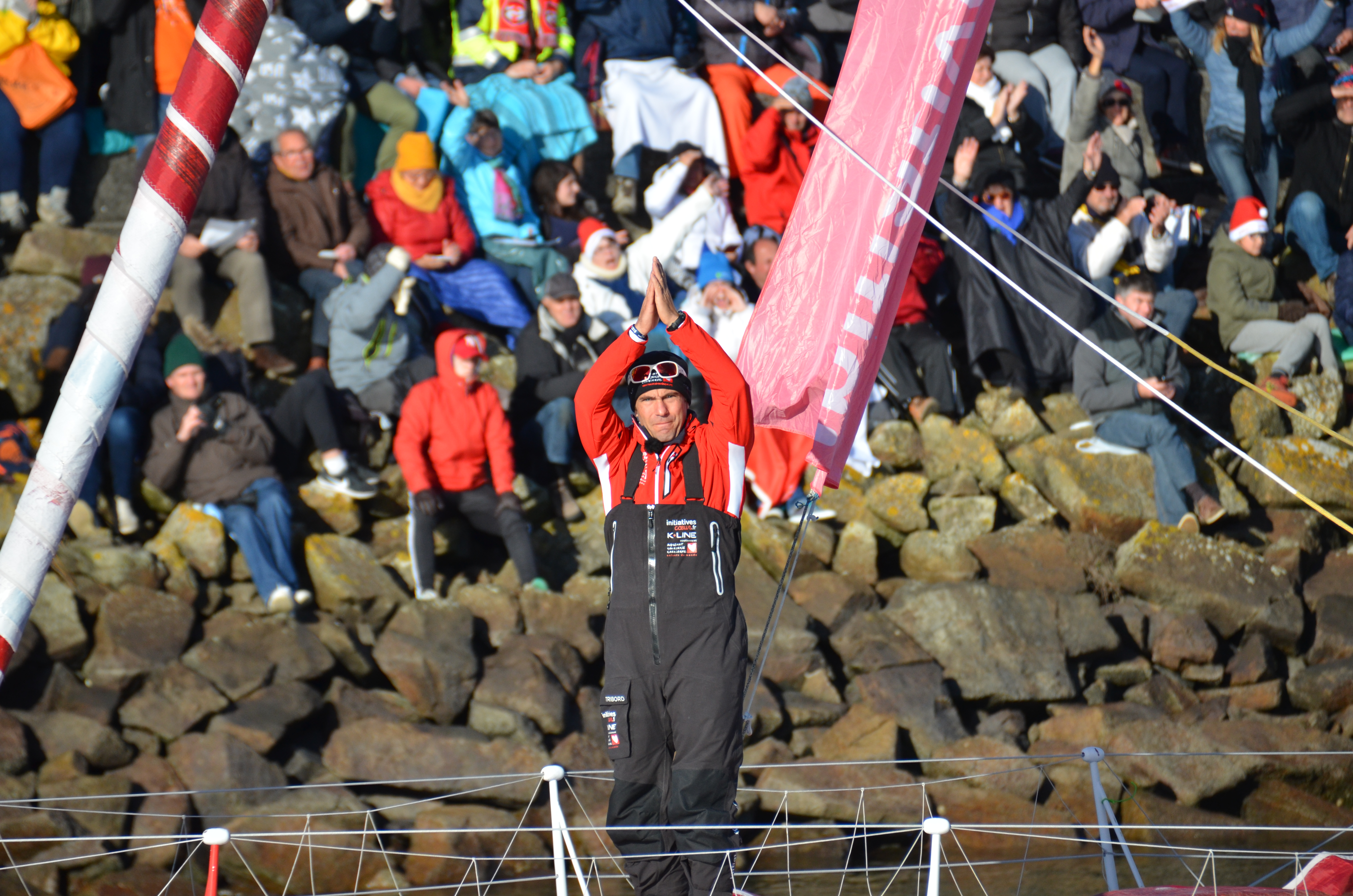
Tanguy De Lamotte au départ du Vendée Globe 2016-2017.

## Biographie
Tanguy de Lamotte est le fils de Patrice Frizon de Lamotte de Règes, architecte, et de Sabine Poisson. Il présente un lien de parenté avec les skippers Bertrand de Broc et Marc Guillemot (par le biais de son arrière-grand-tante Antoinette Frizon de Lamotte de Règes (1900-1979), épouse de Charles de Broc (1899-1981), et grand-mère de ces deux navigateurs). Tanguy de Lamotte obtient son diplôme d’architecte naval à l'institut de Southampton au Royaume-Uni, où il intègre l'équipe technique d'Ellen MacArthur. 
Il remporte le Mondial Class40 en 2008 et en 2011 la Fastnet Race en Class40, et construit un Classe Mini dans l’objectif de réaliser la Mini Transat 2005 où il termine à la 7e place. 
En 2013, il finit 10e lors de sa première participation de la 7e édition du Vendée Globe, à bord du premier bateau Initiatives-Cœur, portant les couleurs de l'association humanitaire Mécénat Chirurgie cardiaque qui permet à des enfants du monde de se faire opérer en France lorsque c'est impossible dans leur pays d'origine.
Il finit 8e de la Transat Jacques-Vabre 2013 avec le comédien belge François Damiens avec seulement 9 secondes d'avance sur Team Plastique skippé par Alessandro Di Benedetto et Alberto Monaco.
Le 6 novembre 2016, Tanguy prend le départ du Vendée Globe sur le deuxième Initiatives-Cœur. Il doit abandonner à la suite d'une avarie à la tête de mât.
En 2017, Tanguy met fin à sa carrière en tant que skipper d'Initiatives-Coeur durant la Transat Jacques Vabre qui constituera sa dernière course.

## Palmarès
- 2017
  - 6e de la Transat Jacques Vabre avec Samantha Davies sur l'IMOCA Initiatives-Coeur, 3e du nom, ancien Foncia 2
  - 4e de la Rolex Fastnet Race avec Samantha Davies sur Initiatives-Coeur, 3e du nom[4]
- 2016
  - Vendée Globe : abandon sur avarie en tête de mât sur l'IMOCA Initiatives-Coeur, 2e du nom, ancien PRB
  - 6e de la Transat New-York Vendée en solitaire sur Initiatives-Coeur, 2e du nom
- 2015
  - 5e de la Transat Jacques Vabre avec Samantha Davies sur Initiatives-Coeur, 2e du nom.
  - 5e de la Rolex Fastnet Race avec Samantha Davies sur Initiatives-Coeur, 2e du nom
- 2014
  - 7e de la 10e Route du Rhum sur le 60 pieds IMOCA Initiatives-Cœur, 2e du nom, ancien PRB (2006)
- 2013
  - 8e de la Transat Jacques-Vabre 2013 avec François Damiens, sur l'IMOCA Initiatives-Coeur, 1er du nom, ancien Le Pingouin
  - 10e du 7e Vendée Globe sur le monocoque 60 pieds IMOCA Initiatives-Cœur, 1er du nom.
- 2012
  - 7e de la Solidaire du Chocolat avec Jean Galfione
- 2011
  - 1er de la Fastnet Race en Class40
  - 1er de la Normandy Channel Race avec Sébastien Audigane[5]
- 2010
  - 15e de la Route du Rhum
- 2009
  - 1er de la Solidaire du Chocolat
  - 3e Transmanche Express
- 2008
  - 1er Mondial Class40
  - 1er de Marblehead - Halifax[6]
  - 3e de la Transat Québec-Saint-Malo en Class40[7]
- 2007
  - 6e Transat Jacques Vabre
- 2005
  - 7e Mini Transat
  - Record de la traversée de la Méditerranée (équipier avec Bruno Peyron sur Orange 2)